# Cải cách
"Cải" là từ Hán-Việt có nghĩa là thay đổi, cách là phương pháp, hình thức hành động. Cải cách là thay đổi phương pháp, hành động của một công việc, hoặc một hoạt động cụ thể để đạt mục tiêu tốt hơn.
Ví dụ: 
Cải cách hành chính: thay đổi phương thức, quy trình làm việc về thủ tục hành chính với mục đích nhanh, gọn.
Cải cách giáo dục: thay đổi cách dạy, học, số lượng, chất lượng kiến thức nhằm đào tạo con người tốt hơn.
Theo các Từ điển Hán - Việt, "Cải" là từ Hán-Việt có nghĩa là thay đổi, nhưng "cách" không phải là phương pháp, hình thức hành động. "cách" -  革 là đổi, đổi chính thể khác gọi là cách mệnh 革命, "cách" còn là bỏ đi. Như cách chức 革職 cách mất chức vị đang làm.